# Aeroportul Yonaguni
Aeroportul Yonaguni (IATA: OGN, ICAO: ROYN) este un aeroport din Yonaguni⁠(d), Yaeyama District⁠(d), Prefectura Okinawa, Japonia ce deservește zona Yonaguni⁠(d). Aeroportul a fost tranzitat în 2023 de 111.727 de pasageri. A fost numit după zona deservită.
Situat la o altitudine de 15 m, aeroportul dispune de o singură pistă. Este operat de Prefectura Okinawa.